# 狄才人 (宋钦宗)
狄才人（1114年—12世紀），北宋宋欽宗妃嫔，封正五品才人。
1127年，靖康之变金軍俘虏宋朝皇室北归，为欽宗生下两个女儿。